# Fužinski bluz
Fužinski bluz (COBISS) je roman Andreja E. Skubica; izšel je leta 2001 pri DZS. Ponatisnjen je bil leta 2004 pri DZS v zbirki Slovenska zgodba (Dnevnikova knjižnica, št. 23) (COBISS). Roman je dramatizirala Ana Lasić, njena dramatizacija je bila uprizorjena v sezoni 2005/2006 v ljubljanski Drami. (COBISS)

## Vsebina
Zgodba Fužinskega bluza se dogaja 13. junija 2000. Ta dan ni katerikoli dan, ampak je dan nogometne tekme med Slovenija in Jugoslavijo na kvalifikacijah za evropsko prvenstvo, ki pa se konča z neodločenim rezultatom 3:3, ali kot pravi ena izmed pripovedovalcev zgodbe Janina, 6:0 za Jugoslavijo ali 6:0 zase. Prostorski okvir je skrbno izbran, saj je Skubic nekaj časa živel v Fužinah. Fužine so blokovsko naselje v Ljubljani, ki slovijo pa veliki nacionalni pestrosti prebivalstva. Gre za vzporedne zgodbe štirih protagonistov, ki so najprej povezani prostorsko, saj vsi stanujejo v desetem nadstropju iste fužinske stolpnice. Vsak izmed njih pripoveduje svojo zgodbo v svojem »narečju«. Pripovedujejo o svojem delu, prijateljih, okolju, ljubezni, naključnih znancih in sodelavcih. Na ta dan, ki je še kako pomemben za vsakega posameznika, si vsak izmed njih prizadeva, da bi storil nekaj drugačnega, kar bi spremenilo njegov položaj.
Peter Sokič – Pero bivši hevimetalec v zgodnjih tridesetih, si na ta dan prizadeva zbrati skupaj svojo nekdanjo klapo izpred petnajstih let, a pri tem ni posebno uspešen. Dokončno se poslovi od svoje mladostne družbe, ki je deloma umrla ali izgubila kompas, se vdala zasvojenosti, delno pa se odrekla mladostnim vrednotam in se ustalila, uredila. Ob spominu na razvpite pretepe in razvratne »pijanke« se pokaže osebna stiska zapuščenega, osamljenega raznašalca oglasnika, ki ne more preboleti neuresničene ljubezni do Irene, to pa ga v pijanskih halucinacijah, polnih nasilja, potisne do meja norosti. 
Igor Ščinkavec, nepremičninski posrednik v srednjih štiridesetih, napihnjeno pripoveduje o sklepanju pogodb s svojimi strankami. Skupaj z južnjaškim pomočnikom Zokijem skuša kot šofer avtobusa čez noč postati prodajalec stanovanj, zaplete se v absurdni spor s črnogorskim mafijcem, Janininim stricem Mladenom Mirkovićem in daje vtis neranljivega, žilavega in nepopustljivega poslovneža. 
Šestnajstletna Janina Pašković, po očetu Črnogorka, je tipična srednješolka, dneve preživlja v lokalih, s prijatelji se izmika šolskim obveznostim in si prizadeva postati kar se da priljubljena in sprejeta med vrstniki. Med iskanjem svoje lastne identitete nepričakovano odkrije nežnost in spolnost v objemu svoje najboljše prijateljice Daše. 
Vera Erjavec je upokojena profesorica slovenščine, ki jo zanimajo grafiti na ljubljanskih zidovih in jih zato vneto popisuje in ugotavlja njihov pomen. Nenehno razmišlja o jeziku in njegovi slovnici, o pravilnosti jezika in o mladih, ki ta jezik uporabljajo, o svojem propadlem zakonu in o nekdanjem sosedu Adamu Zamanu, do katerega goji sebi nepriznana čustva. Pod pretvezo prostorskih težav oddelka na fakulteti ga po dolgih letih obišče prav na ta dan, a se vrne domov brez vsakršnega uspeha in še bolj zmedena kakor prej ne uspe prepoznati v sebi svoje zatrte erotičnosti. Vsi štirje junaki iščejo svoje mesto v skupnosti, v svojih bednih življenjih poskušajo najti smisel, vendar pa je vsak izmed njih v sebi prešibak, da bi usmerjal in ukrotil svojo usodo, saj se preveč oklepajo preteklosti in se ne uspejo soočiti s sedanjostjo.